# الماصيون
الماسيون هو حي سكني في رام الله.

## السفارات
يضم حي الماصيون  العديد من سفارات الدول التي تعترف بالدولة الفلسطينية، منها:
- سفارة الصين في فلسطين.[3]

## مكتبة الصور

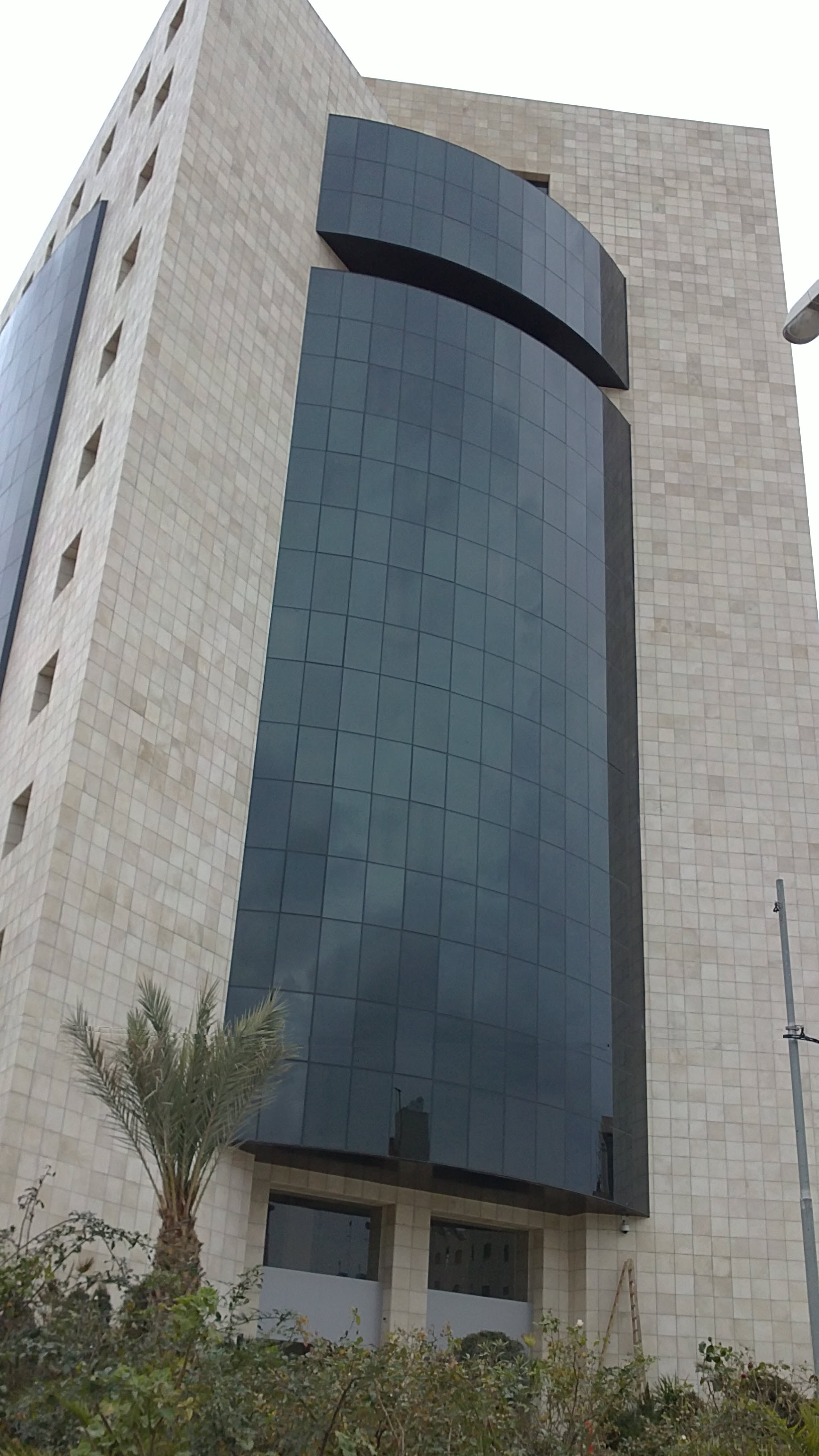
حي الماصيون
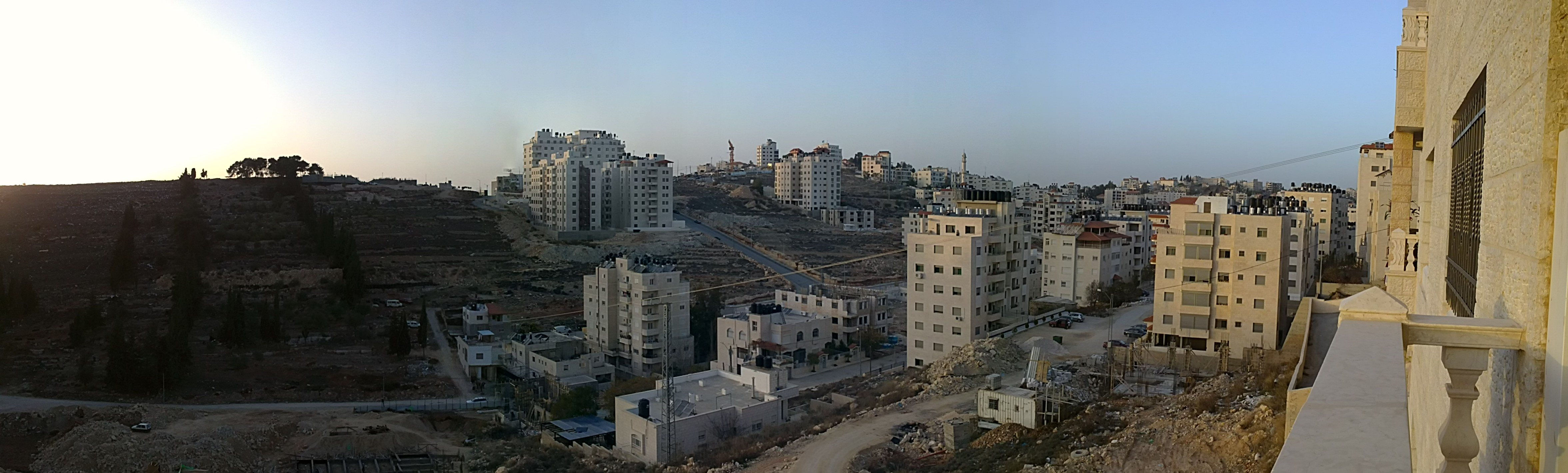
حي الماصيون
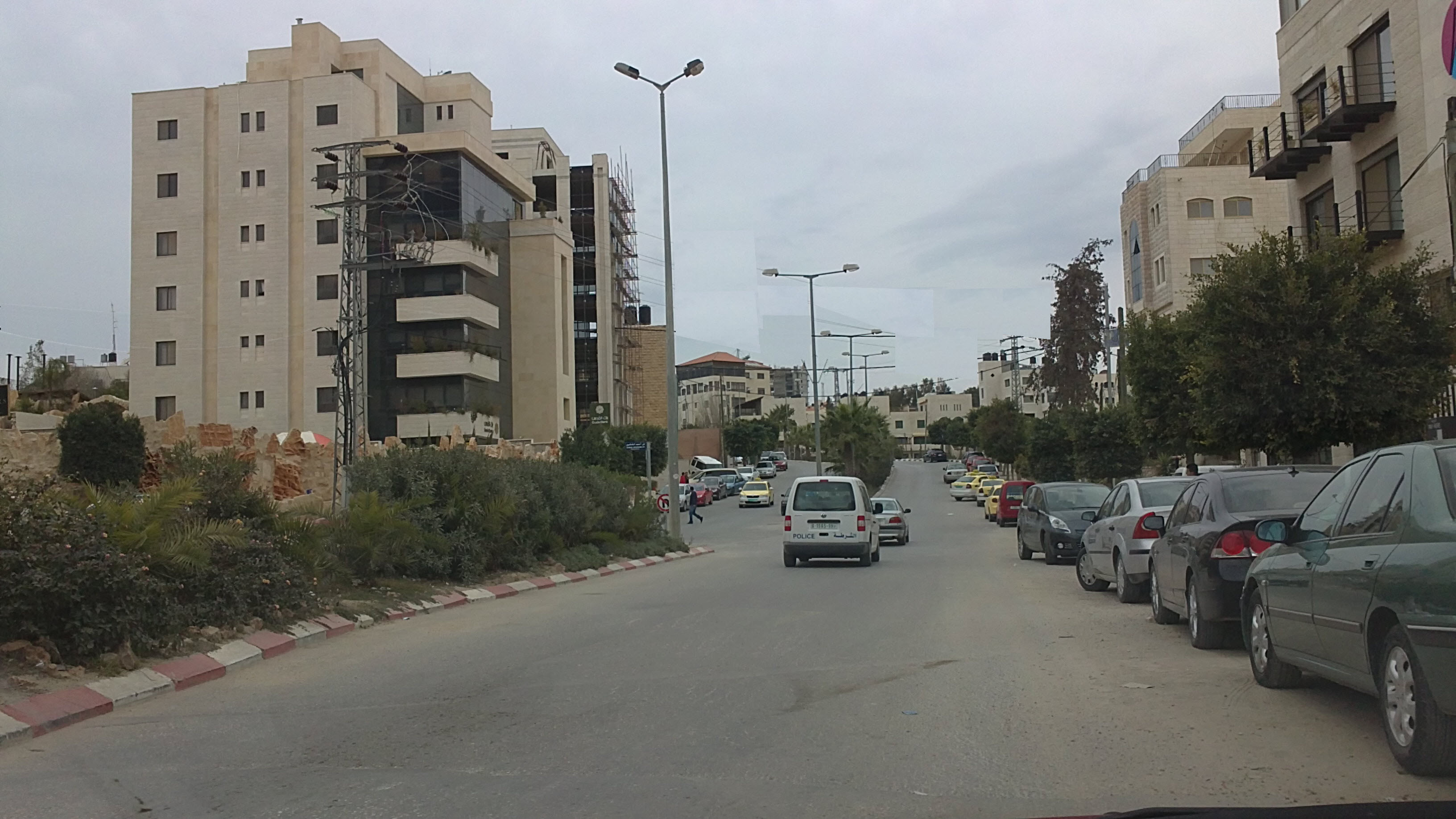
حي الماصيون

### فيديوهات
- تل الماصيون على يوتيوب
- حي الماصيون على يوتيوب